# تخم‌مرغ آب‌پز
تخم‌مرغ آب‌پز تخم‌مرغ‌هایی هستند که از مرغ تهیه می‌شوند و بدون اینکه پوست آن‌ها بشکند، معمولاً با غوطه‌ور شدن در آب جوش پخته می‌شوند. تخم‌مرغ آب‌پز سفت به‌گونه‌ای پخته می‌شوند که سفیده و زرده تخم‌مرغ هر دو به‌طور کامل جامد شوند، در حالی که در تخم‌مرغ آب‌پز عسلی ممکن است زرده به‌طور کامل و گاهی سفیده آن حداقل تا حد زیادی مایع و خام باشد. تخم مرغ آب‌پز یک صبحانه محبوب در سراسر جهان است.
علاوه بر غوطه وری در آب جوش، چند روش مختلف برای تهیه تخم‌مرغ آب‌پز وجود دارد. تخم‌مرغ‌ها را می‌توان زیر دمای جوش، یعنی آهسته‌جوش، یا بخارپز کرد. زمان‌سنج تخم‌مرغ به این دلیل نامگذاری شده است که معمولاً برای زمان جوشاندن تخم مرغ استفاده می‌شود.

## نگارخانه

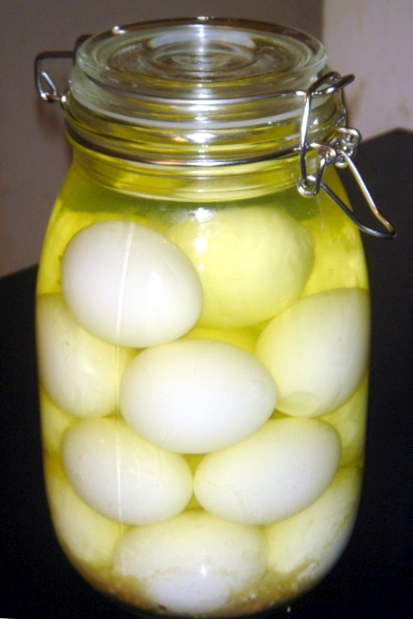
ترشی تخم مرغ
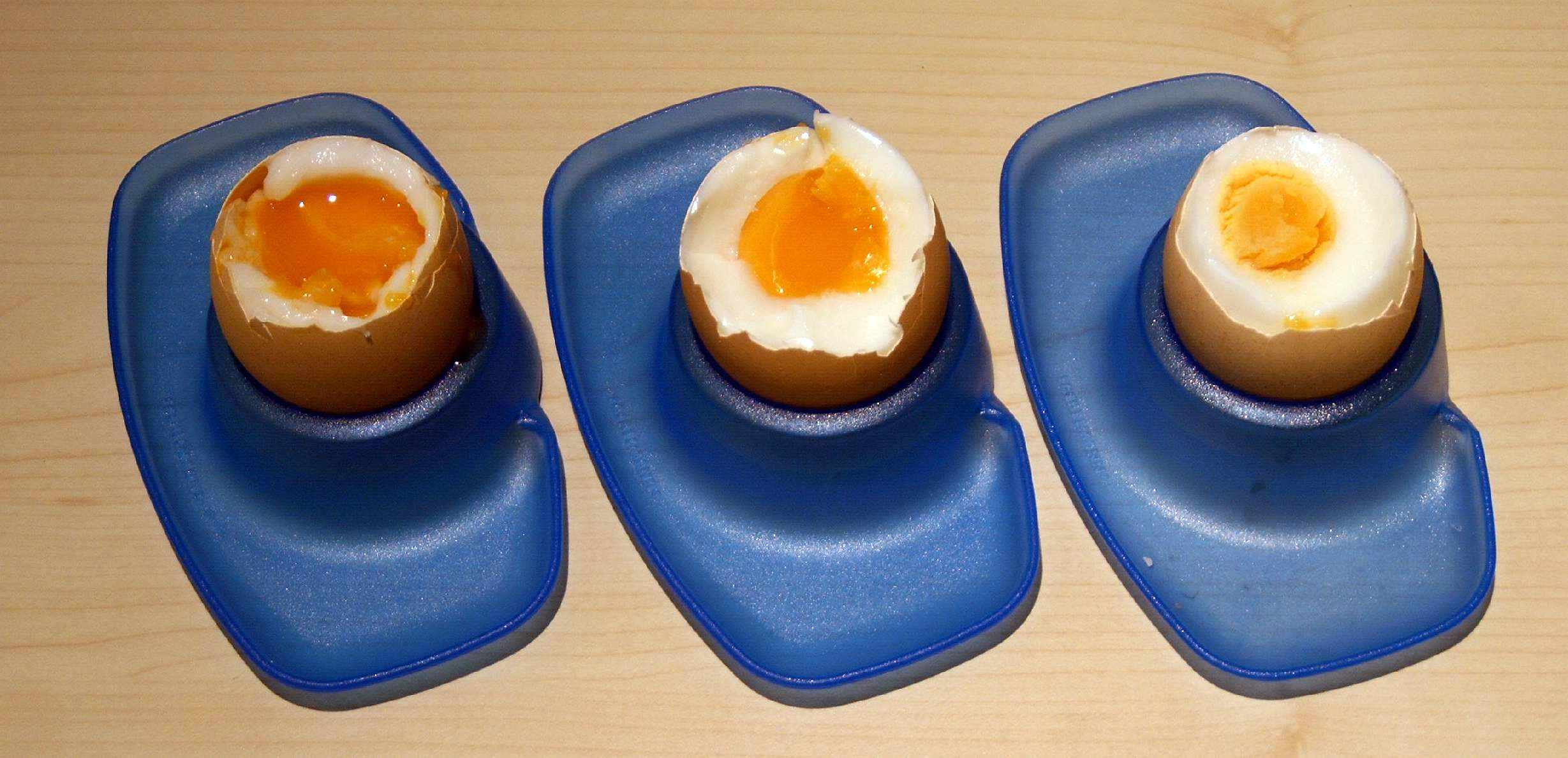
تخم مرغ آب پز، افزایش زمان جوش از چپ به راست: ۴ دقیقه، ۷ دقیقه و ۹ دقیقه
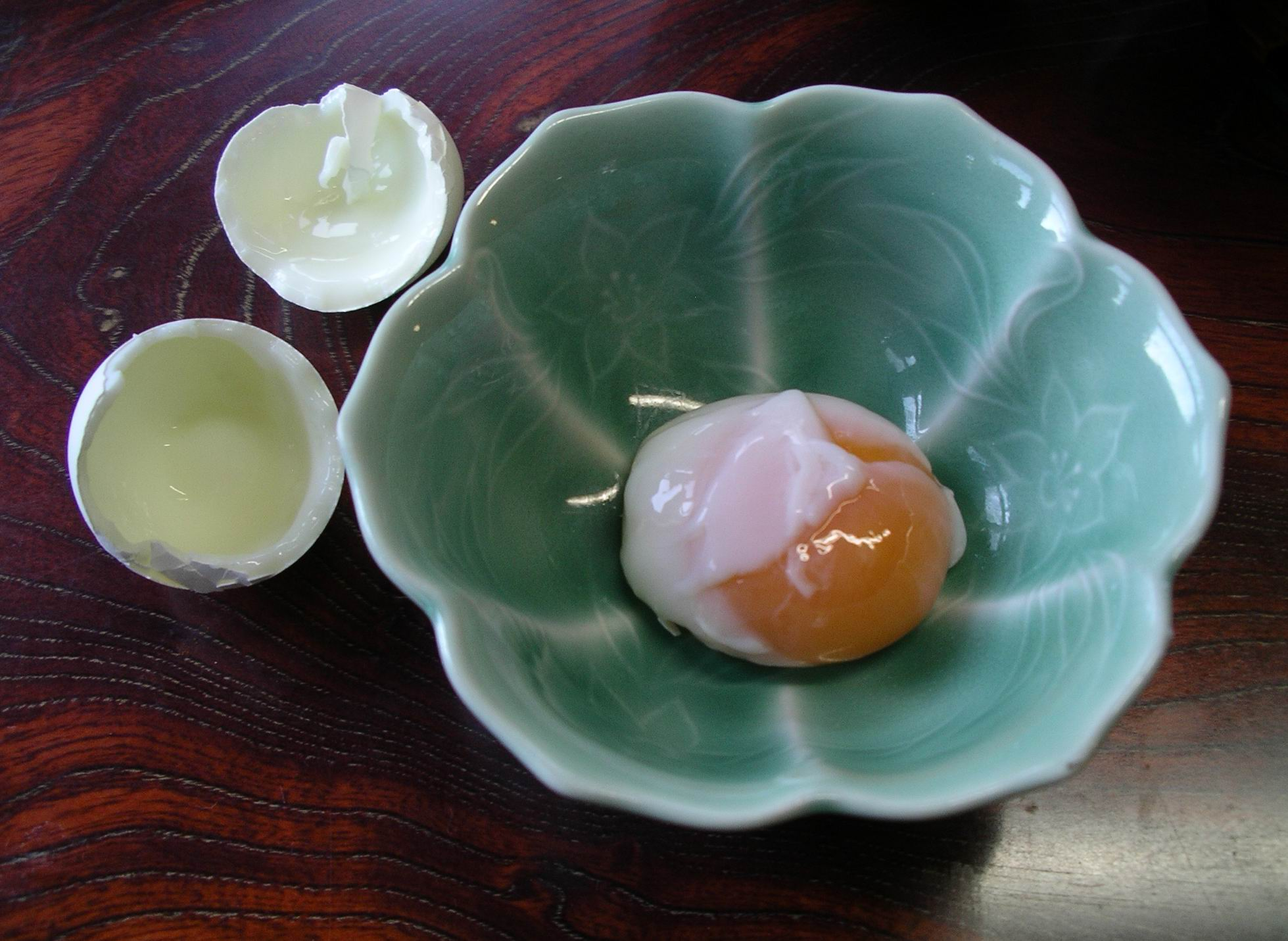
اونسن تاماگو، روش آهسته پزی ژاپنی با دمای پایین
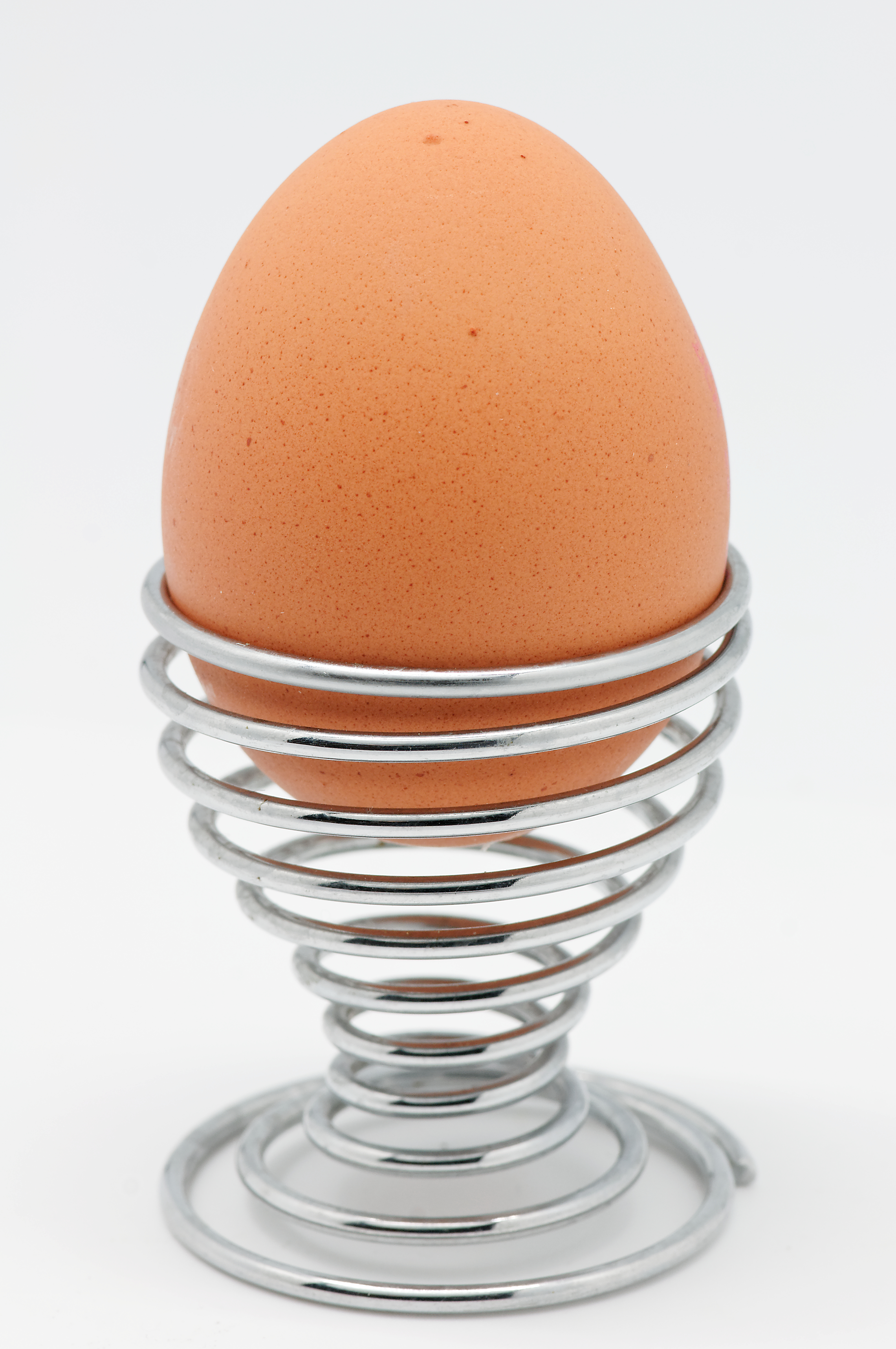
یک تخم مرغ آب پز، ارائه شده در یک تخم‌مرغ‌دان
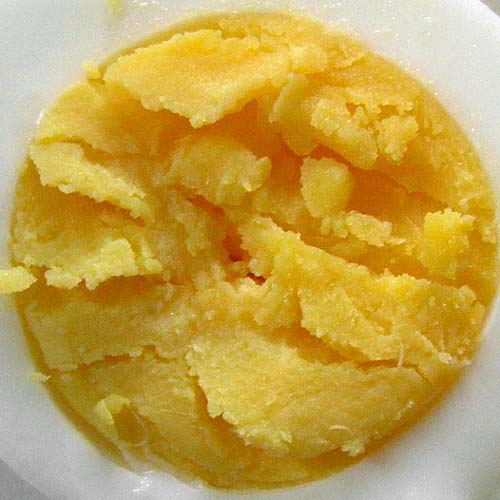
نمای برش‌خورده تخم‌مرغ آب‌پز سفت
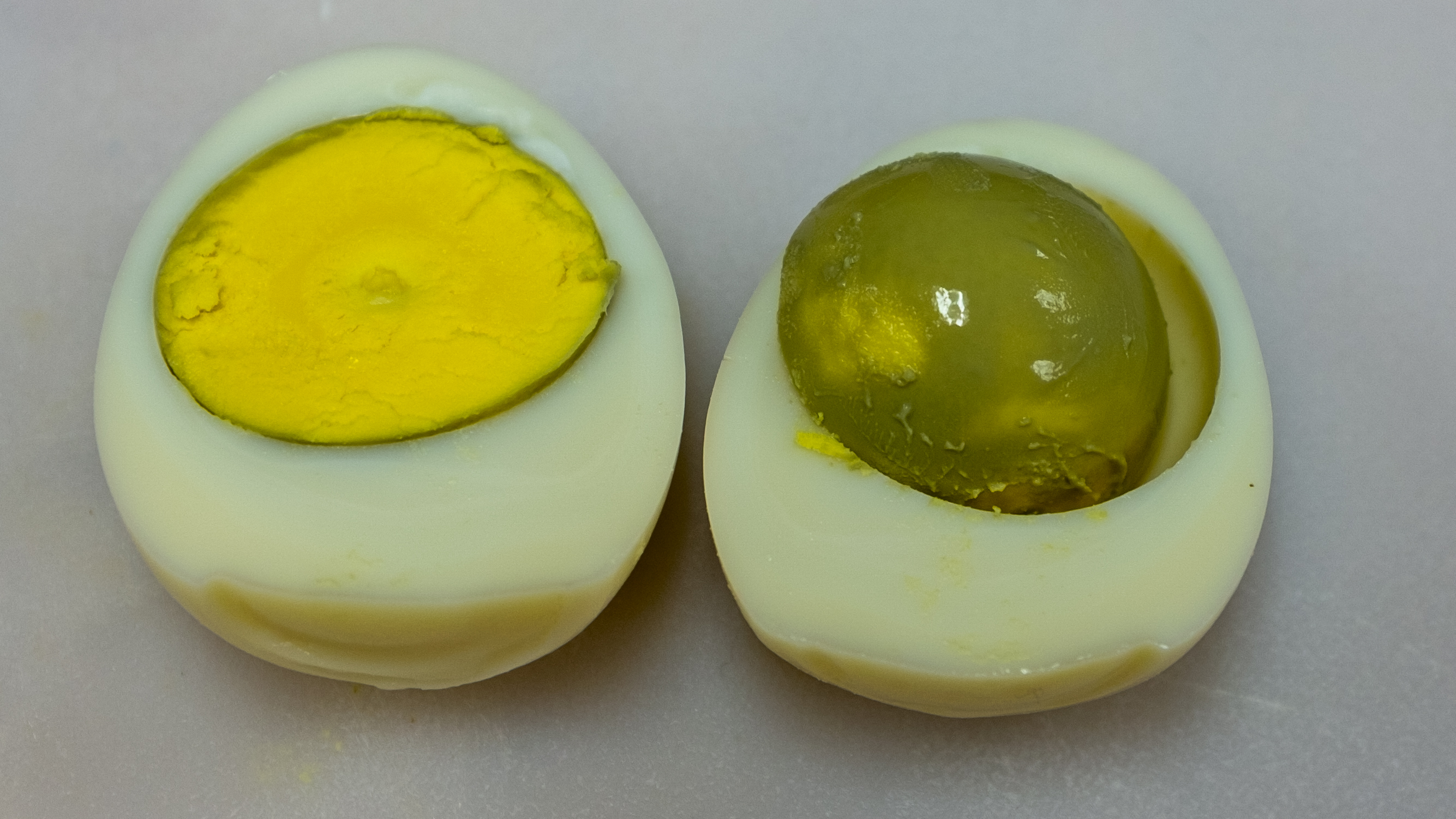
تخم‌مرغ بیش از حد پخته شده با پوشش سبز روی زرده
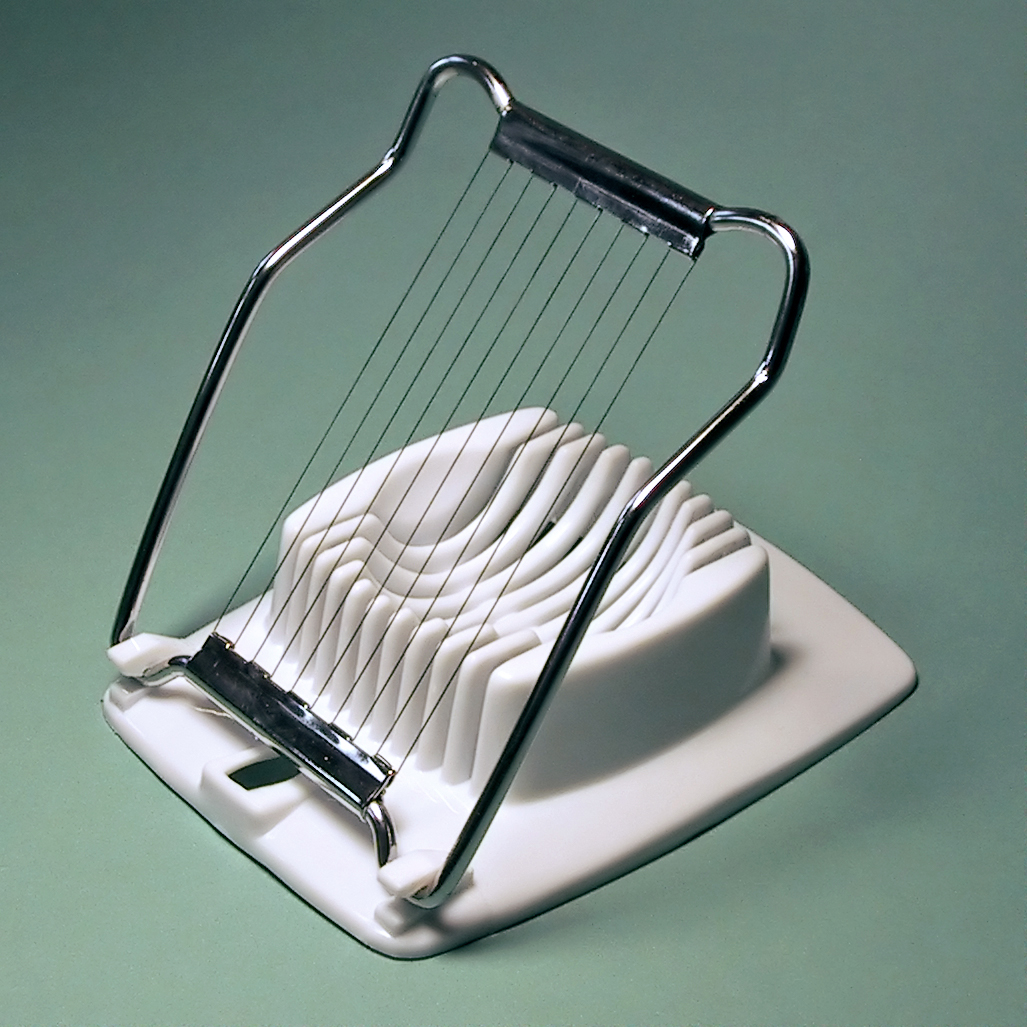
از دستگاه‌های برش تخم مرغ برای برش دادن تخم مرغ‌های سفت استفاده می‌شود
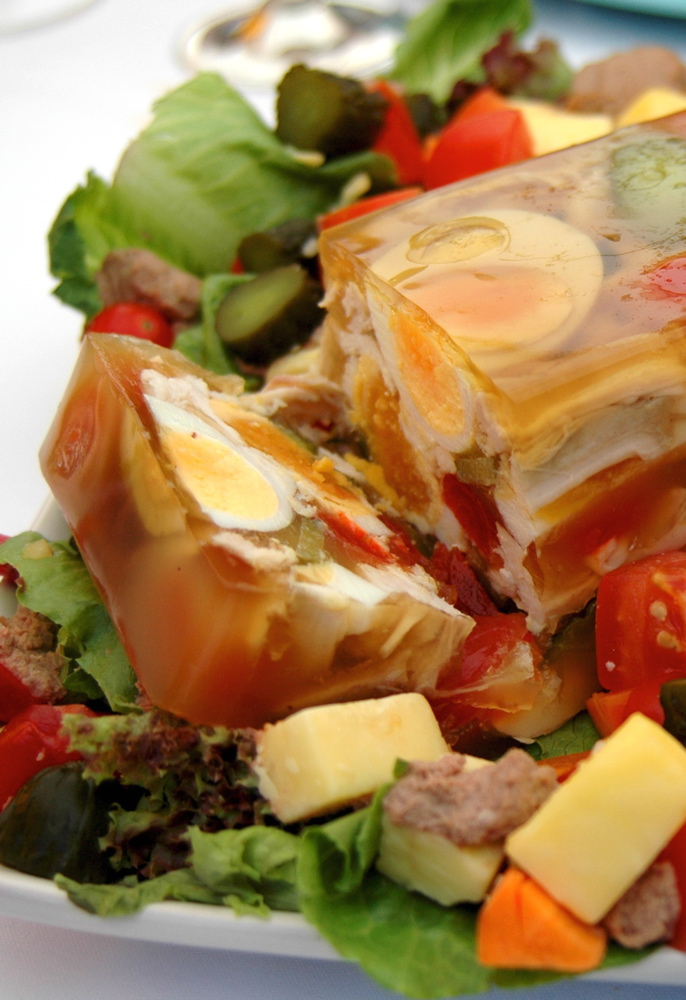
یک آسپیک (ژله گوشت) با مرغ و تخم‌مرغ
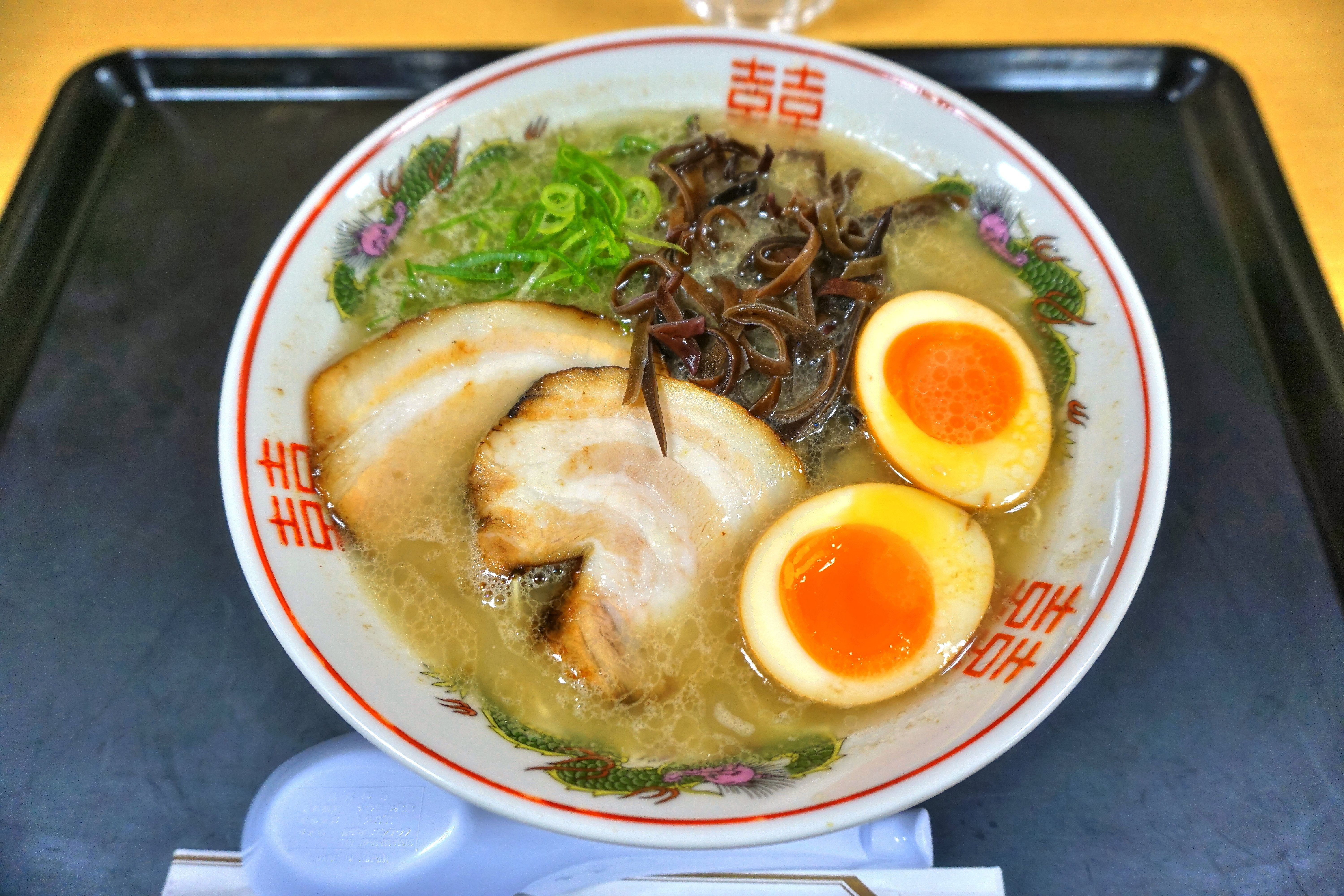
یک کاسه رامن که روی آن یک تخم‌مرغ آب‌پز به عنوان چاشنی استفاده شده است